# Eastern European Funk
Eastern European Funk è un singolo del gruppo musicale lituano InCulto, pubblicato il 4 marzo 2010 come primo estratto dal terzo album in studio Closer Than You Think.
Il brano ha vinto Eurovizijos atranka 2010, guadagnando il diritto di rappresentare la Lituania all'Eurovision Song Contest 2010 a Oslo. Qui gli InCulto si sono piazzati al 12º posto su 17 partecipanti con 44 punti totalizzati nella seconda semifinale, non riuscendo a qualificarsi per la finale.

## Tracce
Testi e musiche di Jurgis Didžiulis, Aurelijus Morlencas, Sergej Makidon, Jievaras Jasinskis, Laurynas Lapė e Jurgis Didžiulis.
1. Eastern European Funk – 2:39
2. Keep On Dancing – 5:23
3. Sabroso – 3:09
4. Welcome to Lithuania (live) – 4:27
5. Eastern European Funk (versione acustica) – 2:34
6. Eastern European Funk (2Foxy Remix) – 5:02
7. Eastern European Funk (Morlenka Remake) – 3:54

I contenuti multimediali dell'Enhanced CD includono il video musicale di Eastern European Funk, un'esibizione dal vivo a Eurovizijos atranka del brano e una versione live in studio di Keep On Dancing.